# باول كارتون
باول كارتون (بالفرنسية: Paul Carton)‏ هو كاتب طبي فرنسي، ولد في 12 مارس 1875 في مو في فرنسا، وتوفي في 20 أكتوبر 1947 في Limeil-Brévannes ‏ في فرنسا.